# Solanum crotonifolium
Solanum crotonifolium är en potatisväxtart som beskrevs av Michel Félix Dunal. Solanum crotonifolium ingår i släktet skattor som ingår i familjen potatisväxter. Inga underarter finns listade i Catalogue of Life.